# 1205 Ebella
1205 Ebella (1931 TB1) là một tiểu hành tinh vành đai chính được phát hiện ngày 6 tháng 10 năm 1931 bởi Reinmuth, K. ở Heidelberg.